# 温特斯 (加利福尼亚州)
温特斯（英文：Winters），是美国加利福尼亚州优洛县下属的一座城市。建市于1898年2月9日，面积 大约为2.91平方英里（7.5平方公里）。根据2010年美国人口普查，该市有人口6,624人。